# Доминанта (литературоведение)
Доминанта  текста — в трудах Романа Якобсона и других представителей формальной школы: организующий, главенствующий элемент литературного произведения (формальный прием, компонент), который подчиняет себе все остальные и определяет специфику целого (например, ритм в стихах, сюжетная конструкция в прозе). Доминанта текста может быть выделена по разным основаниям — идеологическому, жанровому, образно-композиционному, временному, языковому. 
Понятие доминанты использовали, в частности, филологи Виктор Виноградов, Роман Якобсон, Борис Томашевский, Григорий Гуковский, Михаил Бахтин, Александр Потебня, Майкл Риффатер, Илья Гальперин, Борис Эйхенбаум, Юрий Тынянов, Ян Мукаржовский. Так, Томашевский указывал, что «совокупность доминант и является определяющим моментом в образовании жанра».
Изначально понятие доминанты было введено в научный оборот А. А. Ухтомским применительно к анализу поведения человека; при этом различались доминанты физиологического и психологического (в том числе поведенческого) характера.